# Sphecodoptera
Sphecodoptera is een geslacht van vlinders uit de familie van de wespvlinders (Sesiidae), onderfamilie Sesiinae.
Sphecodoptera is voor het eerst wetenschappelijk beschreven door George Francis Hampson in 1893. De typesoort is Sphecia repanda.

## Soorten
Sphecodoptera omvat de volgende soorten:
- Sphecodoptera difficilis (Kallies & Arita, 2004)
- Sphecodoptera okinawana Matsumura, 1931
- Sphecodoptera repanda (Walker, 1856)
- Sphecodoptera rhynchioides (Butler, 1881)
- Sphecodoptera scribai (Bartel, 1912)
- Sphecodoptera sheni (Arita & Xu, 1994)
- Sphecodoptera taikanensis (Matsumura, 1931)
- Sphecodoptera tenuimarginata (Hampson, 1893)